# Функція Салема
Функція Салема є функцією розподілу випадкової величини {\displaystyle \xi ={\frac {\xi _{1}}{2}}+{\frac {\xi _{2}}{2^{2}}}+\cdots ,} де {\displaystyle \xi _{n}} — послідовність незалежних в сукупності випадкових величин, які набувають значень {\displaystyle 0} та {\displaystyle 1} з ймовірностями {\displaystyle p} та {\displaystyle 1-p} відповідно, де {\displaystyle p\in \left(0;{\tfrac {1}{2}}\right)\cup \left({\tfrac {1}{2}};1\right).}
Потрібно відмітити, що при {\displaystyle p=0\Rightarrow \xi \in \mathrm {I} _{1},} тобто {\displaystyle \xi } має вироджений розподіл з параметром {\displaystyle 1} і відповідно  {\displaystyle p=1\Rightarrow \xi \in \mathrm {I} _{0}.} При {\displaystyle p={\tfrac {1}{2}}} маємо {\displaystyle \xi \in U_{[0;1]},} тобто {\displaystyle \xi } має рівномірний розподіл на відрізку {\displaystyle [0;1].}

## Актуальність
Функція Салема — одна із перших сингулярних строго зростаючих функцій на відрізку {\displaystyle [0;1]}. В деяких джерелах відповідну функцію називають функцією Салема-Такача. Це викликано тим, що Такач, у відповідному дослідженні, розглядав аналогічну функцію для параметра {\displaystyle p={\tfrac {1}{3}}.} 

Функція Салема є цікавою тим, що є одним з перших прикладів строго зростаючих функцій розподілу, існування яких було далеко незрозумілим та неочевидним всілякому загалу наукового рівня відповідного характеру. У зв'язку з чим навіть в роботах достатньо визнаного характеру зустрічалось означення сингулярної функції розподілу ймовірностей наступного типу: під сингулярною функцією розподілу ймовірностей розуміють функцію розподілу множина точок росту якої має міру Лебега 0.

## Властивості
Для {\displaystyle F_{\xi }(x)} виконуються такі властивості:
1) {\displaystyle F_{\xi }(x)} сингулярна, тобто {\displaystyle F_{\xi }^{'}(x)=0} майже скрізь в розумінні міри Лебега.
2) {\displaystyle F_{\xi }(x)} строго зростає на відрізку {\displaystyle [0;1].}
3) Для функції Салема виконується наступна функціональна рівність {\displaystyle F_{\xi }(x)=pF_{\xi }(2x)+(1-p)F_{\xi }(2x-1),} причому {\displaystyle F_{\xi }(x)=} {\displaystyle {\begin{cases}0,&x\leq 0,\\1,&x\geq 1.\end{cases}}}
Відомо, що правильне обернене твердження:
якщо неперервна функція {\displaystyle \varphi (x)} задовольняє умови {\displaystyle \varphi (x)=p\varphi (2x)+(1-p)\varphi (2x-1)} для деякого {\displaystyle p\in \left(0;{\tfrac {1}{2}}\right)\cup \left({\tfrac {1}{2}};1\right)} і {\displaystyle {\begin{cases}0,&x\leq 0,\\1,&x\geq 1,\end{cases}}} то {\displaystyle \varphi (x)} є функцією Салема.
4) {\displaystyle F_{\xi }(x)} задовольняє умову Гьольдера з показником {\displaystyle \lambda =\log _{2}\max\{p;1-p\},} який не можна покращити: 
{\displaystyle |F_{\xi }(x_{1})+F_{\xi }(x_{2})|\leq C|x_{1}-x_{2}|^{\lambda },} {\displaystyle \forall x_{1},x_{2}\in {\mathbb {R} },{\mathbb {C} }}.
5) Якщо {\displaystyle N_{\infty }} — множина точок {\displaystyle x\in [0;1]} таких, що {\displaystyle F_{\xi }^{'}(x)=+\infty ,} то {\displaystyle \alpha _{0}(N_{\infty })\geq -{\frac {\ln p^{p}(1-p)^{1-p}}{\ln _{2}}},} де {\displaystyle \alpha _{0}} — розмірність Гаусдорфа-Безиковича.
6) Якщо {\displaystyle f_{\tau }(t)} — характеристична функція випадкової величини {\displaystyle \tau ,} то {\displaystyle L_{\xi }\geq \left(\prod _{n=1}^{+\infty }\left(1-4p\left(1-p\right)\sin {\tfrac {2\pi }{2^{n}}}\right)\right)^{\tfrac {1}{2}},} де {\displaystyle L_{\xi }=\lim _{|t|\to +\infty }\sup |f_{\xi }(t)|}.